# Ланс Хенриксен
Ланс Джеймс Хенриксен (на английски: Lance James Henriksen) е американски актьор, художник и грънчар, носител на две награди „Сатурн“ и номиниран за „Сателит“ и 3 награди „Златен глобус“.

## Биография
Ланс Хенриксен е роден на 5 май 1940 г. в Манхатън, Ню Йорк, в бедно семейство. Баща му е норвежки моряк, прекарал почти целия си живот в открито море в търговския флот, когото наричат с прякора „Ледовития“. Майка му непрекъснато се опитва да си намери работа, предимно като инструктор по танци, модел или сервитьорка. Когато е на 2 години, родителите му се развеждат. По тогавашните закони, остава при майка си. Изпитвайки трудности в училище, Ланс е изключен, но има талант да рисува и го прави в малкото си време в което не е на улицата. Започва да обикаля страната с товарни влакове и няколко пъти е арестуван за дребни провинения като скитничество.

## Кариера
Ланс най-накрая успява да намери начин да оползотвори таланта си на художник, намирайки си работа като дизайнер на сценични декори. Навършвайки 30-годишна възраст се записва в престижно актьорско студио и започва да играе в епизиодични роли на Бродуей.
Първият филм в който участва е „It Ain't Easy“ през 1972 година. Следват филмите „Third Kind“ (1977) и „Деймиън: Поличбата II“ (1978). Когато през 1983 година Джеймс Камерън пише сценария за филма „Терминатор“ (1984), първоначално има намерение да даде главната роля на Хенриксен. Камерън дори кара художниците да нарисуват лицето на терминатора с чертите на Ланс. По късно въпреки срещите с продуцентите от компанията „Орион“, главната роля е дадена на Арнолд Шварценегер.
През 1986 година изиграва може би най-известната си роля във филма на Джеймс Камерън – „Пришълци“ и в продължението на Дейвид Финчър – „Пришълецът 3“, в които играе ролята на андроида Бишоп.
Играе ролята на Чарлс Бишоп Уейланд в „Пришълецът срещу Хищникът“ през 2004 година.

## Филмография
- It Ain't Easy (1972)
- Кучешки следобед / Dog Day Afternoon (1975) като агент Мърфи
- Close Encounters of the Third Kind (1977)
- Damien: Omen II (1978)
- Ryan's Hope (1980)
- Piranha II: The Spawning (1981)
- Prince of the City (1981)
- Nightmares (1983)
- The Right Stuff (1983)
- Терминаторът / The Terminator (1984) като Хал Вукович
- Jagged Edge (1985)
- Savage Dawn (1985)
- Пришълците / Aliens (1986) като андроид Бишоп
- Choke Canyon (1986)
- Near Dark (1987)
- Pumpkinhead (1989)
- The Pit and the Pendulum (1990)
- Reason for Living: The Jill Ireland Story (1991)
- Stone Cold (1991)
- Jennifer Eight (1992)
- Пришълецът 3 / Alien 3 (1992) като Бишоп (създателя)
- Super Mario Bros. (1993)
- Man's Best Friend (1993)
- Hard Target (1993)
- No Escape (1994)
- Color of Night (1994)
- Spitfire (1994)
- Aurora: Operation Intercept (1995)
- Бърз или мъртъв / The Quick and the Dead (1995) като „Асо“ Хэнлон
- Dead Man (1995)
- Powder (1995)
- Millennium (1996)
- Profile For Murder (1997)
- The Day Lincoln Was Shot (1998)
- Тарзан / Tarzan (1999) като Керчак (дублаж)
- Scream 3 (2000)
- Red Faction II video game (2002)
- Последният каубой / The Last Cowboy (2003) като Джон Уилям Купър
- Mimic: Sentinel (2003)
- Madhouse (2004)
- Пришълецът срещу Хищникът / Alien vs. Predator (2004) като Чарлс Бишоп
- Starkweather (2004)
- Paranoia 1.0 (2004) (a.k.a. One Point O)
- Into the West (2005)
- Tarzan II (2005)
- Hellraiser: Hellworld (2005)
- Immortal Grand Prix (2005)
- Supernova (2005)
- Abominable (2006)
- When a Stranger Calls (2006)
- Superman: Brainiac Attacks (2006)
- Pumpkinhead: Ashes to Ashes (2006)
- Pumpkinhead: Love Hurts (2007)